# Roppenheim
Roppenheim je občina v departmaju Bas-Rhin francoske regije Alzacija.
Leta 1990 je v občini živelo 808 oseb oz. 117 oseb/km².